# Paul van Groningen
Paul van Groningen (Amsterdam, 13 mei 1955) is een Nederlands kunstschilder. Hij is autodidact en schildert voornamelijk erotische kunst in magisch-realistische stijl, die hijzelf Love Art noemt.
Van Groningen schildert voornamelijk 's nachts en wordt daarom ook wel "de nachtschilder van Amsterdam" genoemd.

## Biografie
Van Groningen werd geboren aan Rijnstraat 195, in de Rivierenbuurt te Amsterdam. Omdat zijn ouders druk waren met hun werk zou hij met weinig aandacht en liefde opgegroeid zijn. Naar eigen zeggen zou hij later het gemis hebben geprobeerd te compenseren met een wild leven met talloze vrouwen. Hij was er op dertienjarige leeftijd vroeg bij en maakte dan ook de in de jaren 60 beginnende seksuele revolutie van dichtbij mee.
Op aandringen van zijn vader deed hij een opleiding tot elektromonteur en vanaf zijn achttiende was hij in die sector aan het werk. In zijn vrije tijd schilderde hij aanvankelijk de natuur en landschappen. Op zijn twintigste ging hij in militaire dienst, die hij gedurende twee jaar bij de marine vervulde. In die periode heeft hij veel gevaren in het Middellandse Zeegebied. Hij tekende in zijn vrije tijd en in dienst werd hem opgedragen wapenschilden in te kleuren. Sindsdien begon Van Groningen al zijn vrije tijd te besteden aan schilderen en tekenen. Een poosje bezocht hij 's avonds een academie, maar het meeste heeft hij zichzelf aangeleerd.
Na nog een aantal jaren als elektromonteur gewerkt te hebben, werd hij ontslagen en richtte hij zich geheel op de kunst. Hij reisde de wereld rond en bezocht met name het Caribische gebied. Waar hij ook was, hij ontdekte er de cultuur, dook er vol in het nachtleven en ging erotische relaties met vele vrouwen aan. Zijn leven kwam aan het eind van de jaren 80 in rustiger water toen aids zijn intrede deed en Van Groningen zich realiseerde dat hij zich niet langer onbezorgd in zijn seksuele escapades kon verliezen. Later gaf hij aan dat zijn ervaringen tot die tijd sowieso voor een leven aan inspiratie hadden gegeven.
De eerste tien jaar verkocht Van Groningen niets van zijn werk, maar toen hij meer bekendheid kreeg door samenwerkingen met pornosterren als Helen Duval en Kim Holland en toen hij exposeerde met Herman Brood, begonnen de zaken te lopen. Veel van zijn werk is in de loop van de jaren gepubliceerd in periodieken als ParaVisie en Para-Astro. Van Groningen heeft ook een schilderij gemaakt voor de film Let the Music Dance (1990) van Pim de la Parra.
Rond 1991 zou Van Groningen een onwerkelijke ervaring hebben gehad: hij had een vriendin in een ontluikende roos geschilderd. Toen de relatie enkele weken later verbroken was zou hij op een ochtend in zijn atelier de schilderij met de ontluikende roos op onverklaarbare wijze zonder de geschilderde ex aangetroffen hebben.
In 1993 kwam Love Art uit, een eigentijdse liefdesroman van Stefan Stroet, waarvoor Van Groningen model stond en de waargebeurde feiten tot fictie zijn verwerkt.
Van Groningen heeft altijd in de Amsterdamse Rivierenbuurt gewoond. Sinds 1978 woont hij er in de Uiterwaardenstraat.

## Thema's, stijl en techniek
Erotiek, exotische natuur, klimaat, de wereld van hallucinaties en dromen vormen centrale thema's in het werk van Van Groningen. De inspiratie voor zijn niet zelden naar pornografie neigende werk haalde hij vooral uit zijn persoonlijke ervaringen met en fantasieën over  de erotiek en de vrouwen waarmee hij het bed gedeeld heeft.  
Grote voorbeelden voor Van Groningen zijn, qua schilderstijl, de Spanjaard Salvador Dalí, de Nederlandse Carel Willink en de Belgische René Magritte. Hoewel zijn stijl eveneens surrealistisch is, noemt hij zijn eigen werk "Love Art". Hij signeert zijn werken onder deze naam en heeft het als merknaam laten registreren.. Door een combinatie van zoete en warme kleuren en de compositie heeft zijn werk een psychedelisch effect. 
De techniek die hij gebruikt is olieverf op linnen. De schilderijen hebben een strak en glad uiterlijk, waarbij geen penseelstreek zichtbaar is. Voor zijn fijnschilderingen maakt hij eerst een schets met potlood, die hij vervolgens met olieverf penseelt.

## Exposities
Van Groningen heeft in binnen- en buitenland geëxposeerd, onder andere België en Engeland.  Een selectie van deze tentoonstellingen en exposities is het volgende:
- Cafė Eijlders (Amsterdam) 18 december 1982 - 14 januari 1983
- Cafė Eijlders (Amsterdam) 8 november 1986 - 5 december 1986
- Cafė Eijlders (Amsterdam) 6 augustus 1988 - 3 september 1988 - Erotische schilderijen
- Doc-theater (Amsterdam) 29 mei 1993 - Erotiek in het Doc-theater[26]
- Doc-theater (Amsterdam) 9 april 1994 - Love Art (s)expositie, Magisch realistische schilderijen
- Erolife Beurs (Utrecht) 1993, 1994[27], 1995
- Doc-theater (Amsterdam) 14 mei 1995
- Image Direct (Maidstone, Engeland), 22-24 oktober 1999[28]
- Erotic Paradise (België) - 22 en 23 augustus 2001